# 明神山 (徳島県阿南市・美波町)
明神山（みょうじんやま・みょうじんさん）は、徳島県阿南市と海部郡美波町との境にある山である。標高441.6m。

## 地理・概要
山頂には一等三角点が置かれ、展望は市内随一である。東側には四国最東端の蒲生田岬が望まれる。南側は広大な太平洋と美しいリアス式海岸が望まれる。北側は阿波の松島ともいわれる、橘湾が望まれる。西側は山並み深い四国山地が望まれ、気象条件の良い日には剣山（1,955m）も見えるそうだ。高知新聞社刊行の「四国百山」にも選ばれているため、登山愛好者の訪問も多い。
山頂へは徳島県道26号由岐大西線の伊座利峠より明神山への案内板が出ている狭い脇道に入る。その脇道は山頂直下まで約3km程の全線舗装路があり容易に山頂に行けるが、この道は本来山頂付近に建てられた電波塔等の管理道路のため、非常に狭く車の対向は困難である。またこの辺りは風光明媚なため、関西方面の業者の建てた古い別荘地が多く点在している。

## ギャラリー

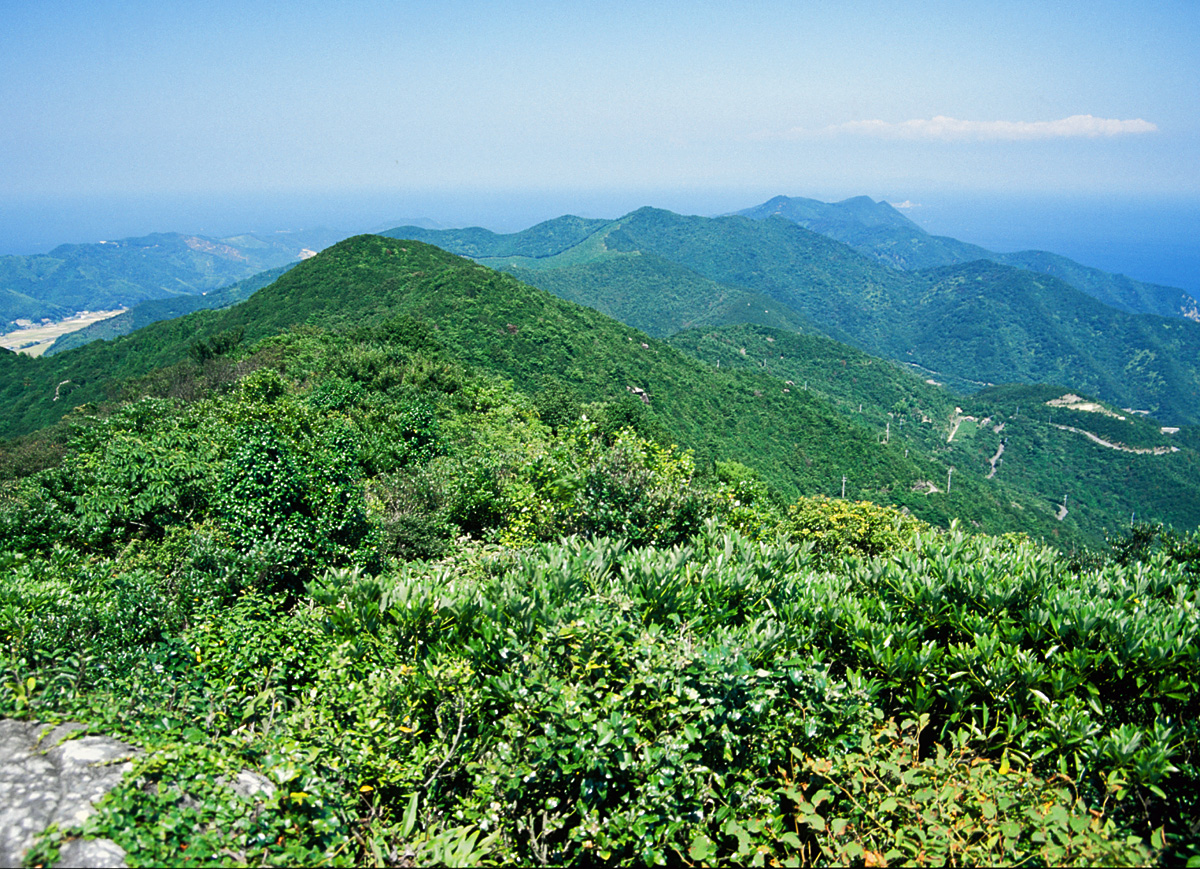
明神山より蒲生田岬
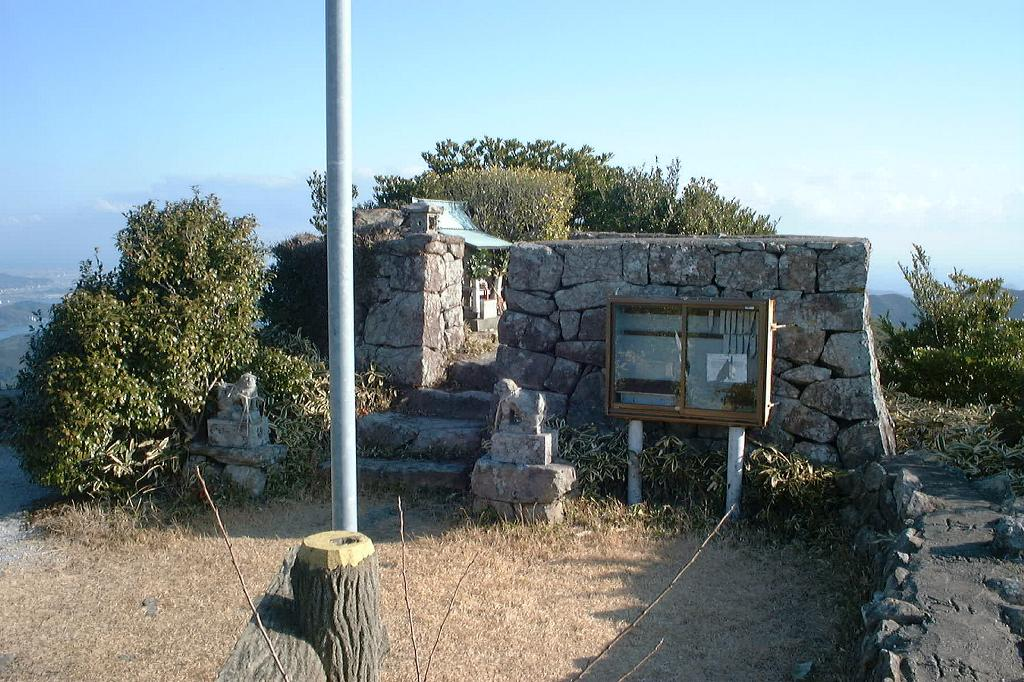
頂上にある祠
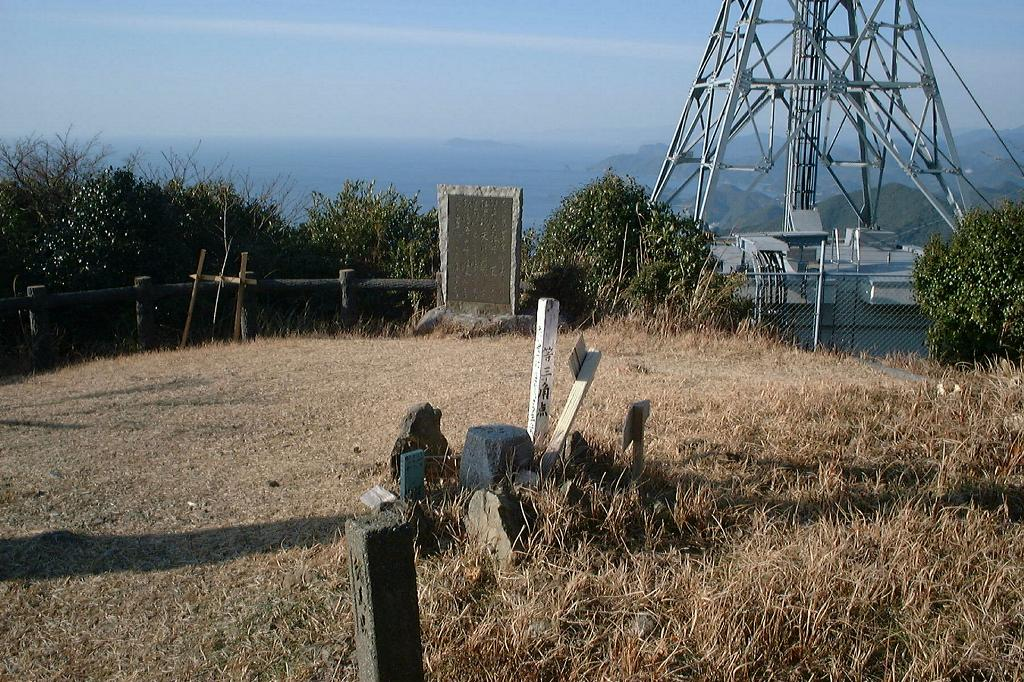
山頂の三角点